# Étoile jeunesse sportive de Casablanca (football)
Maillots
L'Étoile Jeunesse Sportive de Casablanca (en arabe : نجم الشباب الرياضي البيضاوي), plus couramment abrégé en l'Étoile, est un club marocain de football fondé en 1942 sous le nom de Sporting Club Trois Étoiles, basé dans la ville de Casablanca.

## Historique
Créé en 1942 sous le nom de Sporting Club Trois Étoiles en Empire chérifien, à l'époque du Protectorat français au Maroc par un groupe de nationalistes, le club dont le siège était au quartier de Derb Ghalef à Casablanca, attirait les fans de football de cette partie de la ville.
Parmi les fondateurs marocains du club, Mohamed Ben Hamou El Fakhri, résistant de la première heure, avait réussi, au début des années 1940, à rassembler autour de lui les trois clubs du quartier de Derb Ghalef et à les unifier en formant une équipe qui se voulait militante. Doté d’un grand charisme, El Fakhri s’est imposé à la fois comme président du club et comme leader politique. Il entrait dans les vestiaires avec sa mitraillette et menaçait les joueurs de son équipe qui refusaient de jouer. En 1946, l'Étoile a du arriver à atteindre la finale de la Coupe du Maroc où elle se fait battre devant l'AS Police sur le score de deux buts à un. Après l’indépendance du pays en 1956, il entre en conflit avec les autorités après avoir refusé de rendre les armes en tant que cadre de l’Armée de libération.
Après 17 ans d'existence, l'Étoile va réussir à battre un record inattendu au Championnat, lors de sa première participation en première division à la saison 1958-1959, ils remportent le titre. Ce premier et unique sacre de l’histoire de l’Etoile est l’aboutissement d’un travail de plusieurs années, effectué par les fondateurs du club. président du club.
Graduellement aussi, les relations du président de l'Étoile, Mohamed Ben Hamou El Fakhri avec le prince héritier Moulay Hassan se détériorent. En 1963, au beau milieu de la crise politique qui oppose Hassan II à la gauche marocaine, El Fakhri est arrêté en plein quartier du Maârif, au lendemain d’un match de son équipe. Il est transféré le jour même à la prison de Kénitra où il sera exécuté par balles trois jours plus tard. La saison suivante, le club est relégué en seconde division et ne se remettra pas de la disparition de son président
Au total, le club a passé 10 saisons en 1re division marocaine et pour la dernière fois en D1 lors de la saison 1978/1979.
Et au Maroc, ce club est une référence pour la formation de jeunes joueurs.

## Palmarès
- Botola Pro1 (1)
  - Champion : 1959

- Botola Amt1 (1)
  - Champion : 1953

- Coupe du Trône
  - Finaliste : 1946